# Hausgewerbetreibender
Ein Hausgewerbetreibender ist eine selbständig tätige natürliche Person, die in eigener Arbeitsstätte im Auftrag und für Rechnung von Gewerbetreibenden, gemeinnützigen Unternehmen oder öffentlich-rechtlichen Körperschaften gewerblich arbeitet, auch wenn er Roh- oder Hilfsstoffe selbst beschafft oder vorübergehend für eigene Rechnung tätig ist.

## Allgemeines
Diese Legaldefinition aus § 12 Abs. 1 SGB IV erlaubt zumindest temporär auch eine Tätigkeit für eigene Rechnung. Arbeitsmittel dürfen Hausgewerbetreibende selbst beschaffen und werden überwiegend nicht vom Auftraggeber bereitgestellt. Hausgewerbetreibende gehören nicht zu den Arbeitern, weil sie eine selbständige Tätigkeit ausüben. Hausgewerbetreibende nehmen eine Mittelstellung zwischen den unselbständigen Arbeitnehmern und den für eigene Rechnung tätigen Gewerbetreibenden ein, da sie zwar einerseits in persönlicher Selbständigkeit ein Gewerbe betreiben, andererseits jedoch dabei vom Auftraggeber wirtschaftlich abhängig sind. Dessen ungeachtet sind Hausgewerbetreibende als Unternehmer anzusehen.

## Inhalt
Hausgewerbetreibende arbeiten nach § 2 Abs. 2 HAG in eigener Arbeitsstätte (eigene Wohnung oder Betriebsstätte) mit nicht mehr als zwei fremden Hilfskräften oder Heimarbeitern im Auftrag von Gewerbetreibenden oder Zwischenmeistern. Sie dürfen Waren herstellen, bearbeiten oder verpacken, wobei der Hausgewerbetreibende selbst wesentlich mitarbeitet, jedoch die Verwertung der Arbeitsergebnisse dem unmittelbar oder mittelbar auftraggebenden Gewerbetreibenden überlässt. Hausgewerbetreibende dürfen nur fremde Hilfskräfte beschäftigen, jedoch keine Familienangehörigen. Es gelten im Wesentlichen die Regeln für Heimarbeiter.

## Abgrenzung
Hausgewerbetreibende unterscheiden sich nach § 12 Abs. 2 SGB IV von den Heimarbeitern, die stets als Beschäftigte eines Arbeitgebers gelten und denen Arbeitsmittel von ihren Auftraggebern zur Verfügung gestellt werden. Heimarbeiter dürfen lediglich Familienangehörige beschäftigen.
Im Vergleich zu anderen Erwerbstätigkeiten besteht für Hausgewerbetreibende ein gewisses unternehmerisches Risiko, aber nur eine eingeschränkte Selbständigkeit. Selbständige arbeiten auf eigene Rechnung, Heimarbeiter sind abhängig Beschäftigte. Ein Hausgewerbetreibender kann durchaus Hilfskräfte beschäftigen und für mehrere Auftraggeber arbeiten. Seine Tätigkeit kann er frei planen.

## Sozialrechtlicher Hintergrund
In der Gesetzlichen Rentenversicherung sind nur bestimmte Gruppen von Selbständigen pflichtversichert, dazu gehören u. a. die Hausgewerbetreibenden (§ 2 Satz 1 Nr. 6 SGB VI). In den anderen Zweigen der Sozialversicherung (Krankenversicherung, Pflegeversicherung und Arbeitslosenversicherung) besteht für diesen Personenkreis keine gesetzliche Versicherungspflicht.